# Иво Херенчић
Иво Херенчић (Бјеловар, 28. фебруар 1910 — Буенос Ајрес, 8. децембар 1978) био је усташки пуковник и генерал Хрватских оружаних снага.

## Биографија
Иво Херенчић је рођен 28. фебруара 1910. у Бјеловару, у тадашњој Краљевини Хрватској и Славонији. Средњу школу је завршио у Загребу, гдје касније уписује Економско-комерцијалну високу школу (данашњи Економски факултет). Од 1930. до 1931. похађао је Школу за резервне официре у Сарајеву. Тридсетих година био је једна од личних тјелохранитеља Влатка Мачека.
Из државе емигрира 1933, у септембру приступа у усташки логор Борго Вал ди Таро у Италији. У Клагенфурт, гдје је водио усташки пунк, доводи Петра Ореба, извођача неуспјешног атентата на краља Александра I Карађорђевића у Загребу у децембру 1933. Када је полиција открила ко је атентатор и ухапсила Ореба, Херенчић је са лажним пасошем побјегао у Аустрију, затим у Италију, гдје је остао све до Априлског рата и оснивања Независне Државе Хрватске.
У емиграцији је припадао Ђованијевој (Бабићевој) групи, а од успостављања НДХ тзв. расовима. Био је члан Главног усташког стана, човјек од великог повјерења Анте Павелића. Од доласка у НДХ налазио се на разним дужностима, међу којима су усташки повјереник у Равнатељству за јавни ред и сигурност, управник Загребачког котара, надзорник Усташке надзорне службе. У новембру је добио чин усташког мајора (бојника), а убрзо и потпуковника (допуковника). Након опоравка од рањавања постаје заповједник Саобраћајних бригада Усташке војнице, а затим усташки повјереник за снабдијевање и прехрану.
Због умијешаности у покушај атентата на генерала Ивана Прпића у августу 1943. краткотрајно је емигрирао у Мађарску, заједно са Виктором Томићем. У Загреб се враћа на љето 1944. и Анте Штитић га укључује у „разоткривање” покушаја пуча Лорковић—Вокић. Од септембра 1944. био је на челу Стожера Усташке војнице, а у децембру добија чин усташког пуковника.
Током реорганизације Хрватских оружаних снага (настале спајање Домобранства и Усташке војнице) постављен је дужност заповједника 5. корпуса (збора) са сједиштем у Карловцу, који је заправо био задња линија одбране НДХ (тзв. Звонимирова линија). Генерал ХОС-а постаје у децембру 1944, а недуго затим жени Веру Јавор, Павелићеву секретарицу. Током повлачења ХОС-а, Херенчић је у Блајбуршком дворцу, као најстарији официр, предводио војно изасланство које је преговарало о условима предаје британским војним властима. Преговори су били неуспјешни, а Херенчић се успио пробити из окружења. Бјежи у Рим, а затим у Аргентину. Преминуо је 8. децембра 1978. у Буенос Ајресу.